# Derarimus robustus
Derarimus robustus es una especie de coleóptero de la familia Anthicidae.

## Distribución geográfica
Habita en Malasia.